# Léo Darrélatour
Pas d'image ? Cliquez ici

a Compétitions nationales et continentales officielles uniquement.

Dernière mise à jour le 11 août 2025.
Léo Darrélatour, né le 8 septembre 2000 à Arcachon (Gironde), est un joueur français de rugby à XV et de rugby à XIII. Il joue aux postes d'ailier ou d'arrière à XV, puis d'ailier à XIII.

## Biographie
Originaire de la Gironde, Léo Darrélatour commence la pratique du rugby à XV avec le RC Bassin d'Arcachon, avant de rejoindre l'UA Gujan-Mestras, puis le centre de formation de l'Union Bordeaux Bègles. D'abord positionné en troisième ligne, il est reconverti en demi de mêlée en catégorie junior, puis à celui d'ailier en espoirs. 
Il signe en 2021 à l'USA Perpignan, où il y termine sa formation. Il est finaliste du Championnat de France espoirs en 2021, en étant titulaire à l'arrière lors de la finale perdue face au Stade toulousain. Il a également l'occasion de disputer la saison 2021 du Supersevens avec le club catalan. Il fait ses débuts professionnels en avril 2022, lors d'une rencontre de Challenge européen face au Benetton Trévise. 
À la recherche de plus de temps de jeu, il est prêté pour la saison 2022-2023 à l'US Carcassonne en Pro D2,. Il dispute quinze matchs lors de cette saison, et inscrit deux essais. Malgré la relégation du club audois en Nationale, il prolonge son contrat pour une saison supplémentaire.
Non conservé par Carcassonne en 2024, il décide alors de changer de code pour le rugby à XIII. Il s'engage alors pour Saint-Estève XIII catalan en Élite 1. Dès sa première saison, il remporte la Coupe de France, inscrivant un essai lors de la finale face à Albi. 
Après ses débuts réussis à XIII, il signe un contrat d'une saison et demi avec l'équipe des Dragons catalans en Super League. Il joue son premier match le 13 avril 2025 contre les Huddersfield Giants. Il marque un essai à cette occasion.

## Palmarès

### Rugby à XV
- Finaliste du Championnat de France espoirs en 2021 avec l'USA Perpignan.

### Rugby à XIII
- Vainqueur de la Coupe de France en 2025 avec Saint-Estève.